# ミカヅキグサ
ミカヅキグサ Rhynchospora alba (L.) 1805 はカヤツリグサ科の植物の1つ。主に寒冷地の湿地に生え、白い穂が目を引く。

## 特徴
多年生の草本。ある程度束になって生じ、根茎は発達しない。花茎は直立して高さ10-30cmに達し、根出状に生じる葉はそれと同程度かあるいは達しない。葉は糸状に細くて幅0.5～1mmしかなく、両側は内側に巻き込む。
花期は7～10月。花茎は細く、直立しており、その先端近くに花序をつける。花序は少数の小穂が集中して束状に付いたもので、その基部には線状の葉の形の苞があり、その長さは花序より少し長い程度。その下の方には茎葉が出るが、その葉腋からも枝が出て小さな花序をつける場合がある。小穂は短い柄の先に少数がやや頭状に集まって付き、生きているときは白いが、乾燥させると淡黄褐色に変わる。
和名の由来についてははっきりしないようで牧野原著(2017)は漢字表記を三日月草とした上で緑の植物体に白い穂があるのを「夕闇の空に浮かぶ三日月に見立てたものか」、それとも細長くて白い小穂そのものを「三日月に似せたものであろうか」と推察の表現をしている。

## 分布と生育環境
日本国内では北海道、本州、九州に知られ、国外では朝鮮半島、台湾、ユーラシア、北アメリカに分布する。明らかに北方系の要素であり、国内の分布にしても本州では「主に中部地方以北」であり「関西以西には少ない」もので、九州では希、とされている。
日当たりのよい湿地や高層湿原に生える、あるいは日当たりのよい高原の湿地に生えるものであり、大橋他編(2015)では単に「高層湿原」としている。確かに北方系で寒冷地を分布の主な地域とし、湿地に生えるものである、ということではあるようだが、その割りには南西部にまで出現するもので、特に愛知県などを中心とする地域の、いわゆる東海丘陵湧水湿地群にも本種はあちこちで見られ、更に南に突き出た渥美半島では標高がほとんどないような低地の湿地にも出現している。全国的にはそれより南西の広い地域で生育地が点在しており、それらは氷河期の遺存といわれる。

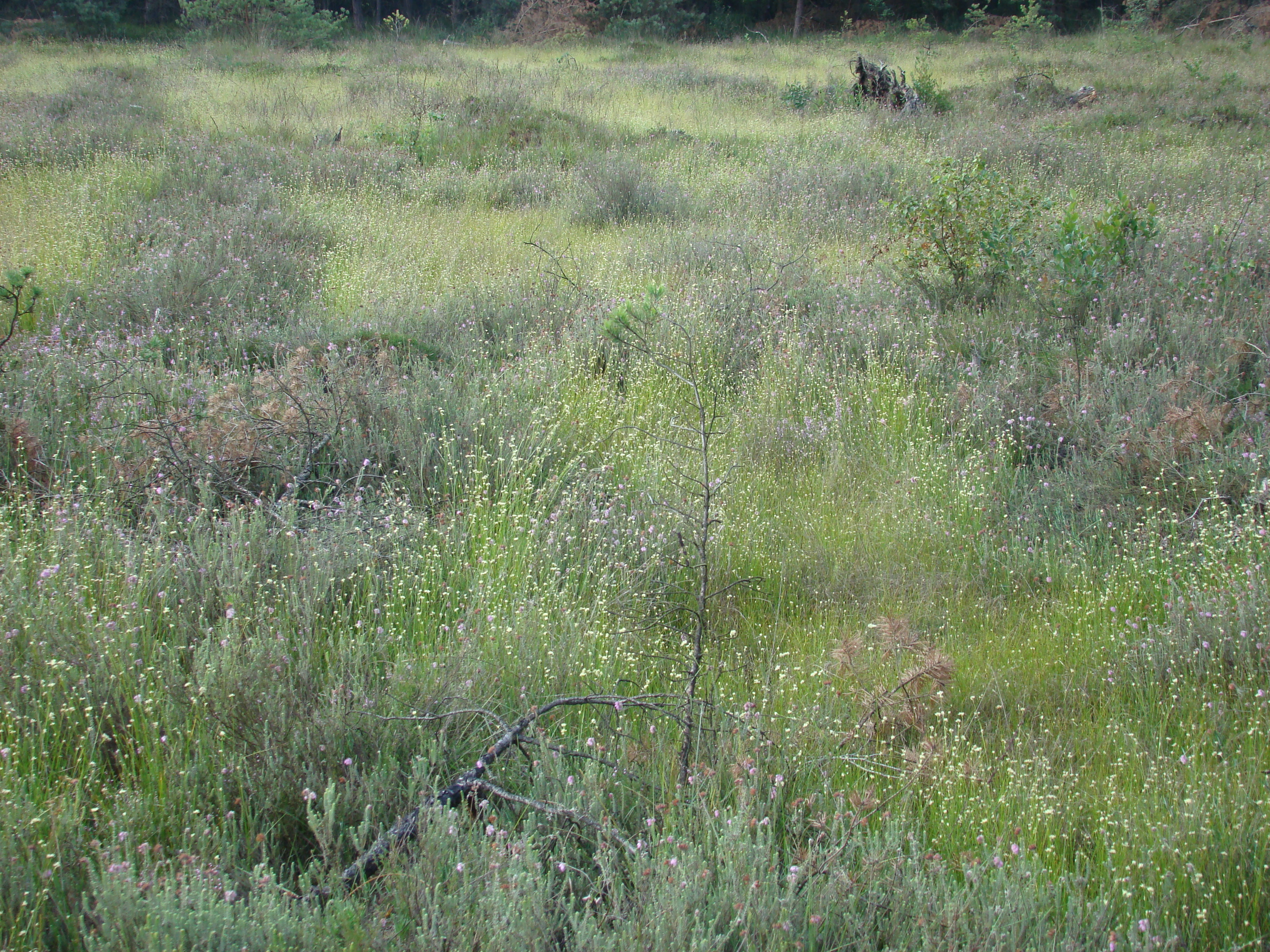
本種が群生する湿地
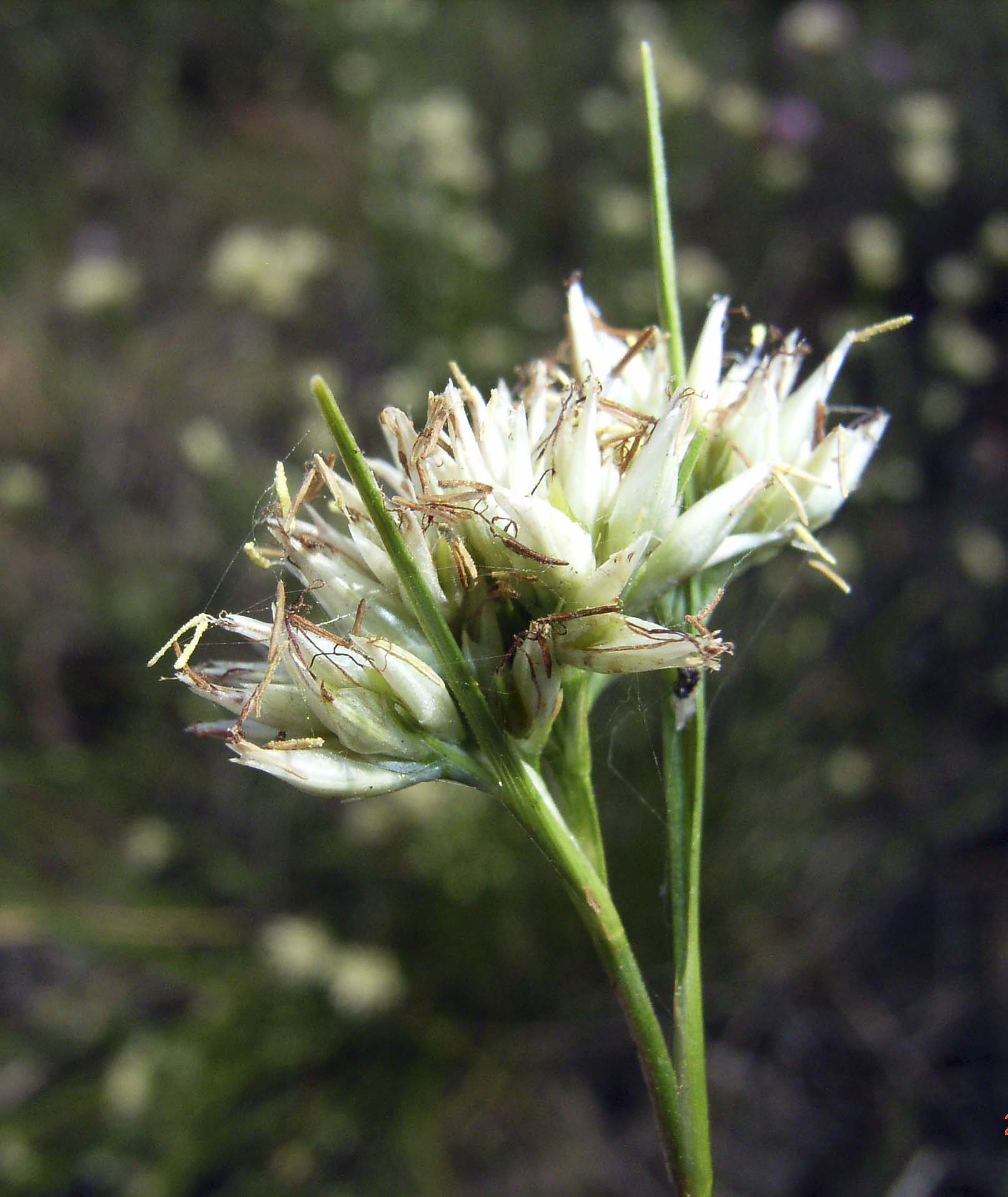
開花期の花序の拡大像
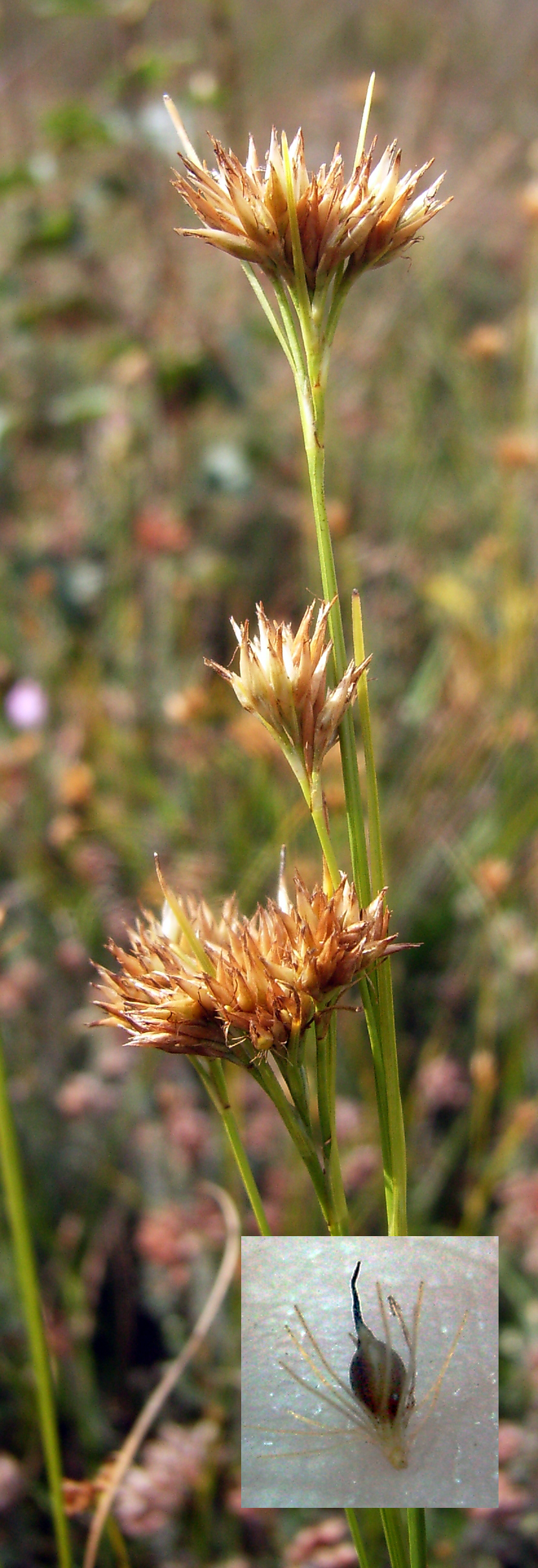
果実成熟期の花序と果実

## 分類、近縁種など
ミカヅキグサ属には世界に350種ほど、日本には10種ほどが知られるが、日本では本種のように生時に白い穂をつけるものは他にない。形態的には様々なものがあり、イガクサ R. rubra などは小穂が頭状に集まり、ずいぶん異なった姿をしている。それに対してイヌノハナヒゲ R. japonica などは小穂が少数集まったものが散房状の花序を形成するなど本種と似た姿をしている。この種に似たものも数種あるが、それらは小穂が褐色をしており、判別は容易である。

## 保護の状況
環境省のレッドデータブックでは指定がないが、府県別では新潟県と、石川県、福井県、滋賀県、三重県を結ぶ線から西の府県に指定があり、それより東と北では普通であると思われる。しかしそれより南西の宮崎県、鹿児島県にまで指定があるのは興味深いところである。湿地のものであるので環境の悪化、乾燥化や富栄養化、それに遷移の進行によって生存が脅かされることが危惧されている。